# مدونا دی کامپیلیو
مدونا دی کامپیلیو (به ایتالیایی: Madonna di Campiglio) یک منطقهٔ مسکونی در ایتالیا است که در پینتزولو واقع شده‌است.